# Charaxes distanti
Charaxes distanti is een vlinder uit de familie van de Nymphalidae. De wetenschappelijke naam van de soort is voor het eerst geldig gepubliceerd in 1885 door Eduard Honrath.